# Tony Accardo
Anthony Joseph Accardo (/əˈkɑːrdoʊ/; născut Antonino Leonardo Accardo, în italiană: [antoˈniːno leoˈnardo akˈkardo]; 28 aprilie 1906 - 22 mai 1992), cunoscut și sub numele de "Joe Batters" și "Big Tuna", a fost un mafiot american de lungă durată. Într-o carieră criminală care s-a întins pe parcursul a opt decenii, a trecut de la statutul de mic infractor la cel de șef de zi cu zi al organizației Chicago Outfit în 1947, pentru ca în cele din urmă să devină ultima autoritate a Outfit în 1972. Accardo a mutat Outfit-ul în noi operațiuni și teritorii, sporindu-i considerabil puterea și averea în timpul mandatului său de șef.

## Tinereţe
Accardo s-a născut pe 28 aprilie 1906, în Near West Side, o zonă din Chicago. A fost al doilea dintre cei șase copii ai lui Francesco Accardo, un cizmar priceput, și ai Mariei Tilotta Accardo. Un an înainte de venirea lui pe lume, părinții săi au emigrat din Castelvetrano, un oraș din provincia Trapani, Sicilia, Italia, în căutarea unui nou început în America.
La vârsta de 14 ani, Accardo a luat decizia de a părăsi băncile școlii și a început să hoinărească prin sălile de biliard din cartier. Într-un timp foarte scurt, și-a alăturat forțelor bandei "Circus Cafe", o gașcă condusă de Claude Maddox și Tony Capezio. Aceasta era doar una dintre multele bande care activau în cartierele sărace ale orașului Chicago. Aceste grupuri de tineri au servit ca adevărate școli de formare (similar conceptului de academii de fotbal pentru cluburile mari) pentru organizațiile criminale din lumea adulților, prezente în oraș.
Un moment crucial în ascensiunea lui Accardo în lumea infracțională s-a produs atunci când Jack "Mitralieră" McGurn, cunoscut ca unul dintre asasinii de temut din subordinea șefului Chicago Outfit, Al Capone, l-a recrutat în rândurile echipei sale. Alături de el s-a alăturat și Tony Mazlack din Gary, Indiana, un asociat cu care a colaborat pe termen lung.

## Carieră

### Regimul Capone
Pe durata epocii Prohibiției, Accardo a primit supranumele de "Joe Batters" datorită unei evenimente marcante în care a folosit o bâtă de baseball pentru a elimina trei membri ai mafiei care trădaseră încrederea Outfit-ului. Conform spuselor lui Capone, "Băiete, puștiul ăsta e un adevărat Joe Batters." În anul 1939, presa din Chicago i-a atribuit lui Accardo porecla de "The Big Tuna", după ce a revenit de pe o expediție de pescuit în Wedgeport, Nova Scotia, Canada, unde reușise să captureze un ton uriaș, cântărind 400 de livre. O fotografie celebră îl prezenta pe Accardo alături de prada sa impresionantă. În anii ce au urmat, prin înregistrări interceptate de autorități federale, Accardo a afirmat că a fost implicat în infamul masacru de la Sfântul Valentin din 1929, în care presupușii pistolari ai lui Capone au ucis șapte membri ai rivalei bande North Side Gang a lui Bugs Moran. De asemenea, Accardo a pretins că el a fost unul dintre asasinii responsabili pentru moartea liderului bandei din Brooklyn, Frankie Yale, acțiune realizată la ordinul lui Capone pentru a pune capăt unui conflict.
Totuși, majoritatea experților susțin că legăturile lui Accardo cu masacrul de la Sfântul Valentin au fost cel mult marginale, dacă au existat, și că nu a avut nicio implicare în crima lui Yale. Aceasta din urmă, cel mai probabil, a fost comisă de indivizi precum Gus Winkler, Fred Burke și Louis Campagna. Cu toate acestea, există o posibilitate că în data de 11 octombrie 1926, Accardo să fi fost implicat în asasinarea liderului bandei Northside, Hymie Weiss, evenimentul desfășurându-se în apropierea Catedralei Holy Name din Chicago.
În anul 1932, Capone a fost condamnat pentru evaziune fiscală și a fost trimis în închisoare pentru o sentință de 11 ani. În urma acestui eveniment, Frank „The Enforcer” Nitti a preluat conducerea Outfit-ului după ce a ispășit o pedeapsă proprie de 18 luni pentru evaziune fiscală. Înainte de aceasta, Accardo deja stabilise o reputație solidă în generarea de venituri pentru organizație, astfel că Nitti l-a autorizat să-și formeze propria echipă. În plus, i-a încredințat rolul de șef al aplicării regulilor în cadrul Outfit-ului.
Accardo a pus rapid bazele unui portofoliu variat de operațiuni profitabile, incluzând jocuri de noroc, împrumuturi, pariuri, extorcare și distribuția de alcool și țigări fără taxe. Similar altor caporegime, el încasa 5% din câștigurile echipei ca o taxă numită „cotizație de stradă”. La rândul său, Accardo plătea o parte din aceste încasări șefului Outfit-ului. În cazul în care vreun membru al echipei refuza să achite taxa de stradă (sau plătea sub jumătate din suma datorată), sancțiunea era decesul.
Grupul condus de Accardo a inclus viitori membri influenți din Outfit, precum Gus „Gussie” Alex și Joseph „Joey Doves” Aiuppa.

### Șeful din Chicago
În anii 1940, Accardo a continuat să câștige putere în cadrul organizației. Pe măsură ce deceniul a avansat, membrii de rang înalt ai Outfit au fost investigați și acuzați că au folosit amenințarea cu greva sindicatelor pe care le controlau pentru a extorca milioane de dolari de la studiourile de la Hollywood. Nitti, care suferea de claustrofobie și se temea să execute o a doua pedeapsă cu închisoarea, s-a sinucis în 1943. Paul "Chelnerul" Ricca, care fusese șeful de facto de la încarcerarea lui Capone, a preluat oficial rolul și l-a numit pe Accardo subșef. Ricca și Accardo au condus organizația Outfit în următorii 30 de ani, până la moartea lui Ricca în 1972. Când Ricca a primit ulterior o condamnare de 10 ani de închisoare pentru rolul său în scandalul de la Hollywood, Accardo a devenit șef interimar. Trei ani mai târziu, când lui Ricca i s-a interzis orice contact cu mafioții, ca o condiție pentru eliberarea sa condiționată, Accardo a devenit șeful Outfit; în practică, a împărțit puterea cu Ricca, care a rămas în fundal, în calitate de consultant senior.

### Schimbarea conducerii
După 1957, Accardo i-a cedat oficial funcția de șef lui Giancana din cauza presiunii din partea IRS. El a devenit consigliere al grupării Outfit, renunțând la controlul zilnic al organizației, dar menținând totuși o influență semnificativă și cerând respectul deplinei comandă. Giancana a avut nevoie de aprobarea lui Accardo și Ricca pentru afaceri importante, inclusiv acțiuni criminale.
Cu toate acestea, această colaborare a ajuns în cele din urmă la un sfârșit. În contrast cu stilul său sobru, Giancana a adoptat un stil de viață extravagant, frecventând localuri de noapte elegante și fiind într-o relație cu cântăreața Phyllis McGuire. De asemenea, Giancana a refuzat să împartă cu membrii de bază din organizație partea generoasă a profiturilor provenite din cazinourile Outfit din Iran și America Centrală. O parte dintre cei din cadrul grupării au simțit că Giancana atrage o atenție excesivă din partea FBI, care îl supraveghea constant în zona metropolitană a Chicagoului.
În jurul anului 1966, când Giancana a fost condamnat la un an de închisoare pentru sfidarea instanței la nivel federal, Accardo și Ricca l-au înlocuit cu Aiuppa. În iunie 1975, după ce a petrecut mulți ani în exil în Mexic și a fost expulzat fără ceremonie din țară, Giancana a fost asasinat în apartamentul său de la subsol din Oak Park, Illinois, în timp ce pregătea cârnați italieni și scarole.
Ricca a murit în 1972. Din acel moment, Accardo da devenit  autoritatea supremă a grupării Outfit.

### Efracția
În 1978, în timp ce se relaxa într-o vacanță în California, Accardo a fost martorul unui eveniment tragic. Casa lui din River Forest a fost vizitată de hoți. Întâmplarea s-a transformat într-o scenă de coșmar, deoarece cei trei suspecți implicați în intruziune, împreună cu patru membri ai familiilor lor, au fost găsiți mai târziu strangulați și cu gâturile tăiate. Autoritățile au formulat ipoteza că Accardo ar fi putut da ordinul pentru aceste crime ca o formă de răzbunare pentru spargere.
Abia în 2002, această ipoteză a primit confirmarea într-un cadru legal, în timpul depoziției lui Nicholas Calabrese în instanță. Calabrese a mărturisit că a fost implicat în toate aceste crime. Cei care au supraviețuit ca asasini au fost aduși în fața justiției în cadrul procesului cunoscut sub numele de "Secretele de familie" și au primit pedepse severe de închisoare.

## Viața personala
În 1934, Accardo a cunoscut-o pe Clarice Pordzany, o fată polono-americană . Ulterior, s-au căsătorit și au avut două fiice, Marie Judith și Linda Lee, și au adoptat doi fii, Joseph Frank și Anthony Ross.  
Câțiva dintre membrii familiei lui Accardo au avut o carieră în Liga Națională de Fotbal . Fiica sa Marie s-a căsătorit cu Palmer Pyle, care a jucat de gardă pentru Baltimore Colts, Minnesota Vikings și Oakland Raiders . Fiul lor, Eric Kumerow, a jucat drept backer pentru Miami Dolphins, iar fiul lui Eric, Jake, joacă în prezent drept receptor pentru Buffalo Bills . Sora lui Eric, Cheryl, s-a căsătorit cu John Bosa, care a jucat defensive end pentru Dolphins. Ei au doi fii, Joey și Nick, ambii care joacă în prezent și defensive end: Joey pentru Los Angeles Chargers și Nick pentru San Francisco 49ers . 
În cea mai mare parte a vieții sale, Accardo a trăit în River Forest, Illinois. Casa cu șase dormitoare și șase băi pe care o deținea pe Franklin Avenue din River Forest conținea două piste de bowling, o piscină interioară și o orgă. Când a început să primească atenție de la IRS cu privire la stilul său de viață aparent ridicat, a cumpărat o fermă de la blocul 1400 din North Ashland Avenue, în River Forest, și a instalat un seif. Vecinul și prietenul său, Dr. Jim Carto, locuia vizavi de Ashland Ave, în Mars Candy Mansion și se zvonește că a ajutat la furnizarea de îngrijiri medicale. Datorită numelor de familie similare, dr. Carto a fost adesea confundat cu Accardo și a devenit respectat ca membru al familiei Accardo. Dr. Carto și soția sa Rose (născută Kolanko), care a fost asistentă medicală, și dr. Leon Kolanko (fratele lui Rose) s-au zvonit ca fiind medicii personali ai lui Accardo, care ar fi putut ajuta la asistența medicală „în afara cărților”.     Slujba oficială a lui Accardo era cea de vânzător de bere pentru o fabrică de bere din Chicago. 

## Moartea și înmormântarea
La sfârșitul anilor 1970, Accardo și-a cumpărat o casă în Palm Springs, California,   zburând la Chicago pentru a prezida „ședințe” la Outfit și pentru a media disputele.  Până în acel moment, deținerile sale personale includeau investiții legale în clădiri comerciale de birouri, centre de vânzare cu amănuntul, ferme de cherestea, fabrici de hârtie, hoteluri, dealeri de mașini, companii de camioane, companii de ziare, restaurante și agenții de turism.

## linkuri externe
- Anthony Accardo la Find a Grave
- „My Kiddo, Joe Batters”. The Chicago Syndicate. 30 decembrie 2015. Accesat în 6 aprilie 2020.
- LIUNA – Tony Accardo Obituary Arhivat în 31 mai 2017, la Wayback Machine. 22
- Lindberg, Richard. „The Death of the Don: The Legacy of Tony Accardo”. The Mob and Friends. Arhivat din original la 25 februarie 2021. Accesat în 6 aprilie 2020.

| American Mafia | American Mafia                       | American Mafia |
| -------------- | ------------------------------------ | -------------- |
| Predecesor:    | Chicago Outfit Underboss 1943–1947   | Succesor: '    |
| Predecesor:    | Chicago Outfit Boss 1947–1957        | Succesor: '    |
| Predecesor:    | Chicago Outfit Consigliere 1957–1992 | Succesor: '    |

Format:Chicago OutfitFormat:American Mafia